# Givet
Givet (valonsko Djivet) je naselje in občina v severnem francoskem departmaju Ardeni regije Šampanja-Ardeni. Leta 2005 je naselje imelo 6.949 prebivalcev.

## Geografija
Kraj se nahaja na skrajnem severu pokrajine Šampanje ob reki Meuse in njenem desnem pritoku Houille, 70 km severno od središča departmaja Charleville-Mézières, tik ob meji z Belgijo.

## Uprava
Givet je sedež istoimenskega kantona, v katerega so poleg njegove vključene še občine Aubrives, Charnois, Chooz, Foisches, Fromelennes, Ham-sur-Meuse, Hierges, Landrichamps, Rancennes, Vireux-Molhain in Vireux-Wallerand s 15.866 prebivalci.
Kanton je sestavni del okrožja Charleville-Mézières.

## Zanimivosti
Po njem se imenuje geološko obdobje Givetien iz časa paleozoika (del obdobja devona).
- trdnjava Fort de Charlemont iz obdobja svetorimskega cesarja Karla V. (1555), ko je bil kraj pod škofijo v Liègu. Leta 1680 je bila skupaj s krajem po sporazumu v Nijmegnu predana francoskemu kralju Ludviku XIV., kar je bilo potrjeno z mirom v Rijswijku 1697. V naslednjem stoletju je bila pod Vaubanovim nadzorom še dodatno utrjena.
- cerkev sv. Hilarija,
- naravni rezervat Pointe de Givet, ustanovljen 1999.